# Ichneumon consecutorius
Ichneumon consecutorius är en stekelart som beskrevs av Charles Joseph de Villers 1789. Ichneumon consecutorius ingår i släktet Ichneumon och familjen brokparasitsteklar. Inga underarter finns listade i Catalogue of Life.